# Karl-Erik Andersson
Karl-Erik Andersson (ur. 16 stycznia 1927 w Brommie, zm. 16 sierpnia 2005 w Sztokholmie) – piłkarz szwedzki grający na pozycji obrońcy. W swojej karierze rozegrał 11 meczów w reprezentacji Szwecji.

## Kariera klubowa
W swojej karierze piłkarskiej Andersson grał w klubie Djurgårdens IF ze Sztokholmu. W sezonie 1954/1955 wywalczył z nim tytuł mistrza Szwecji.

## Kariera reprezentacyjna
W reprezentacji Szwecji Andersson zadebiutował 19 września 1948 roku w zremisowanym 2:2 meczu Mistrzostw Nordyckich 1948/1951 z Finlandią, rozegranym w Helsinkach. W 1954 roku zdobył z kadrą Szwecji brązowy medal na igrzyskach olimpijskich w Helsinkach. Od 1948 do 1954 roku rozegrał w kadrze narodowej 11 spotkań.